# Позачасові діти
«Позачасові діти» (англ. The Timeless Children) — десятий останній епізод дванадцятого сезону поновленого у 2005 році британського науково-фантастичного телесеріалу «Доктор Хто». Уперше його показали в ефірі телеканалу BBC One 1 березня 2020 року. Сценарій написав Кріс Чібнолл (за сумісництвом шоуранер серіалу), а роль режисера взяв на себе Джеймі Магнус Стоун. Це друга частина двосерійної історії, що також включає попередній епізод «Вознесіння кіберлюдей».
Епізод представляє тринадцяте втілення іншопланетного авантюриста і мандрівника у часі Доктора (у виконанні Джоді Віттакер) та її супутників, що подорожують з нею — Грема О'Браяна (грає Бредлі Велш), Раяна Сінклейра (грає Тосін Кол) та Ясмін Кхан (грає Мендіп Ґілл). Упродовж подій серії Майстер (у виконанні Саші Дхавана) розкриває Докторові приголомшливий факт з історії Галліфрею, який вони здавна приховували, а її друзі борються з кіберлюдьми, що прагнуть перетнути портал на Галліфрей.

## Сюжет
Після подій попереднього епізоду Доктор змушена піти з Майстром на Галліфрей. Там у зруйнованій столиці Майстер підключає її свідомість до Матриці (сховище всіх знань володарів часу) та розповідає правду про її і всю історію їхньої раси. Отож виявляється, що Доктор зовсім не володар часу, а так звана «Позачасова дитина» — прибулець невідомого походження, знайдений мандрівницею-дослідницею на ім'я Тектеюн, що походила з корінної раси Галліфрею — шобоганів. Тектеюн удочерила знайдену дівчинку. 
Одного разу під час гри з друзями дитина впала зі скелі, проте не померла, почавши регенерувати. Тектеюн вирішила вивчити природу явища, але це коштувало кількох регенерацій дитини і всього життя Тектеюн. Постарівши, останній вдалось вивести формулу регенерації і переродитися самій. Тектеюн поширила свої знання іншим шобоганам і вони почали називати себе володарями часу, також обмеживши кількість регенерацій до 12. Позачасова дитина та її прийомна матір (після регенерації батько) входили до таємної галліфрейської організації під назвою Відділ. Їхня діяльність і подальше життя дитини залишається невідомим, бо відповідні дані видалені з Матриці. Майстер розкриває Докторові, що пізніше Відділ перетворив його знову на дитину і вилучив спогади про минуле. Єдине, що залишилося у пам'яті Доктора — лише уривки спогадів, замасковані під алегоричну історію про юного поліцейського Брендана (показану у попередній серії).
Майстер зачиняє Доктора у Матриці, використовуючи на її реальне тіло паралітичне поле. Він викликає кіберлюдей на Галліфрей і ті прилітають крізь Межу. Майстер вбиває Ашеда і забирає у нього Кіберіум, щоб створити нову расу — кіберволодарів, використавши для цього приготовані тіла володарів часу. Таким чином ці воїни будуть майже непереможними, тому що матимуть змогу регенерувати. Щоб звільнитися з Матриці, Доктор викликає видіння однієї зі своїх невідомих втілень — Доктора–втікача (Рут Клейтон з епізоду «Втікач джудунів»). Порадившись з нею, Доктор ламає Матрицю, перевантажуючи її спогадами про своє життя, які вона знала, і звільняється.
Тоді ж на Галліфрей прибувають Ко Шармус, Яс, Раян, Грем, Ітан і Равіо, які зустрічаються із Доктором в кімнаті з Матрицею. Доктор краде ще одну TARDIS, яку використовує, щоб доправити їх усіх на Землю XXI століття. Сама ж вона попрямувала назад в Матрицю, щоб знищити себе разом з Майстром і кіберволодарями, використавши для цього «частинку смерті» — бомбу, яка знищує будь-яку органіку. Її вона взяла у мертвого Ашеда. Доктор уже готова привести її у дію, проте приходить Ко Шармус, що відмовився летіти з іншими. Він підриває Галліфрей, а Доктор краде іще TARDIS, аби добратись до своєї.
Супутники, разом з Равіо та Ітаном успішно приземляються на Землі XXI століття. Доктор прагне повернутися до них, але раптово у TARDIS проникає загін джудунів, що виносять Доктору вирок і телепортують її у в'язницю-астероїд.

## Виробництво

### Початкова розробка і написання сценарію
«Позачасові діти» був написаний Крісом Чібноллом (також головним сценаристом і виконавчим продюсером серіалу). Подальші деталі цього та попереднього епізодів (у тому числі і назви) були описані у Doctor Who Magazine #548 на початку лютого 2020 року.

### Кастинг
Джулі Грем виконала роль Равіо. Ієн Мак-Елгінні та Стів Туссен виступили запрошеними зірками у ролях Ко Шармуса і Фікета відповідно, проте Туссен не з'явився у цьому епізоду, бо його герой загинув під час подій «Вознесіння кіберлюдей». Джо Мартін повернулася у ролі невідомого втілення Доктора, востаннє з'явившись у «Втікачеві джудунів».

### Знімання епізоду
Режисером п'ятого виробничого блоку («Вознесіння кіберлюдей» і «Позачасові діти») виступив Джеймі Магнус Стоун.

## Трансляція епізоду та відгуки

### Реліз
Епізод уперше показали 1 березня 2020 року в ефірі телеканалу BBC One. Це друга частина двосерійної історії, що включає попередній епізод «Вознесіння кіберлюдей», представлений публіці 23 березня.

### Рейтинги
Протягом усієї ночі «Позачасових дітей» переглянуло 3,78 мільйона глядачів, зробивши епізод сьомою найбільш переглянутою передачею того дня у Великій Британії. Він отримав 82 бали за індексом оцінки. Загалом по всіх каналах держави епізод переглянули 4,69 мільйони глядачів, що робить його тридцятою за переглядами програмою тижня. Цей показник найнижчий з часів поновлення телесеріалу у 2005 році, раніше антирекорд належав епізоду «Пожирачі світла» 2017 року.

### Сприйняття
Rotten Tomatoes підрахував 77 % схвалення і 7 балів з 10 можливих на основі 13 відгуків критиків. Консенсус вебсайту назвав епізод «успішним фіналом сезону», насамперед через «динамічну» акторську гру Джоді Віттакер та грою з фанатськими теоріями. Ендрю Картмел, колишній редактор сценаріїв класичних серій, сказав, що епізод «спустошує таємницю «Доктора Хто».
Частина шанувальників шоу сприйняли епізод як кінець «Доктора Хто» через, на їхню думку, велику кількість сюжетних дір і недоказаних речей.

## Цікаві факти
- В епізоді уперше на екранах показують регенерацію з жінки в чоловіка (Тектеюн і кілька разів Позачасова дитина), а не навпаки. У Хтосесвіті це вже відбувалося, перша така регенерація була в аудіоп'єсі «Ворожі лінії» 2016 року.
- Коли Доктор перевантажує Матрицю на її тлі показується багато кадрів з попередніх епізодів (як поновленого, так і класичного серіалу), що демонструють різні втілення Доктора, кількох супутників, основні пригоди і противників. Це найбільше використання кліпів за історію телесеріалу.
- Серед інших кадрів також показуються і вісім інших невідомих облич, що були вперше продемонстровані в серії Мозок Морбіуса за участю Четвертого Доктора. За сюжетом серії Морбіус і Доктор під'єднані до машини під час битви їхніх свідомостей. Ненадовго показуються минулі регенерації Доктора (Третій, Другий і Перший), а далі ще вісім облич (насправді фотографії учасників знімальної групи). Продюсер Філіп Гінчкліфф прокоментував, що це малися на увазі саме втілення Доктора, проте у контексті сцени виглядало, ніби це минулий Морбіус. У «Позачасових дітях» цей факт підтверджується, розкриваючи сорокарічну таємницю.[17]
- Раніше Доктор уже перебував у Матриці (класичні серії Безжалісний убивця і Останній ворог).
- «Позачасові діти» є другим епізодом за історію «Доктора Хто», в якому головна музична тема програється під час подій епізоду (злом Матриці). Першим був «Жінка, що впала на Землю», там композиція грала в кінці, коли глядачам демонструється новий імідж нового Доктора.
- TARDIS, що доправляє супутників додому, маскується під виглядом будинку, а та, яку викрадає Доктор у цій серії — дерева.
- Ко Шармус згадує, що був частиною Альянсу, члени якого відправили Кіберіум далеко у минуле, як було показано в епізоді «Привиди вілли Діодаті».